# Feu de Rabo de Peixe
Le feu de Rabo de Peixe est un phare situé sur l'Église de Bom Jesus , dans la freguesia de Rabo de Peixe de la municipalité de Ribeira Grande, sur l'île de São Miguel (Archipel des Açores - Portugal).
Il est géré par l'autorité maritime nationale du Portugal à Oeiras (Grand Lisbonne) .

## Histoire
C'est un feu à occultations installé sur le tour de l'Église de Bom Jesus à Rabo de Peixe, à environ 5 km à l'ouest de Ribeira Grande, sur la côte nord de l'île. Il émet, à 59 m au-dessus du niveau de la mer, un éclat vert toutes les 4 secondes.
Identifiant : ARLHS : AZO... ; PT-... - Amirauté : D2657 - NGA : 23652 .

### Lien connexe
- Liste des phares des Açores